# Lawrence Brittain
Lawrence Brittain (* 9. November 1990 in Pretoria) ist ein südafrikanischer Ruderer, der 2016 Olympiazweiter war.

## Sportliche Karriere
Brittain begann 2002 mit dem Rudersport. 2008 nahm er im Zweier ohne Steuermann an den Junioren-Weltmeisterschaften teil und belegte als Sieger des C-Finales den 13. Platz. 2009 siegte er in der gleichen Bootsklasse im B-Finale der U23-Weltmeisterschaften. 2010 trat er zusammen mit John Smith an und wurde U23-Weltmeister, 2011 gewann er zusammen mit David Hunt die Silbermedaille. 2012 versuchten Lawrence Brittain und Shaun Keeling sich in Luzern für den olympischen Wettbewerb im Zweier ohne Steuermann zu qualifizieren, die Südafrikaner belegten den vierten Platz, nur die ersten beiden Boote waren für London qualifiziert.
2013 belegten Brittain und Keeling den achten Platz bei den Weltmeisterschaften. Im Jahr darauf ruderte Brittain mit David Hunt und Steuermann Willie Morgan im Zweier mit Steuermann und erreichte den fünften Platz bei den Weltmeisterschaften. 2015 fiel Brittain eine Weile wegen eines Hodgkin-Lymphoms aus. Nachdem die Krebserkrankung behandelt war, trat Brittain mit dem Vierer ohne Steuermann bei den Weltmeisterschaften an und gewann das C-Finale. Nachdem James Hunt und Shaun Keeling die Olympiaqualifikation für 2016 im Zweier ohne Steuermann geschafft hatten, rückte der wieder genesene Brittain für Hunt ins Boot. Keeling und Brittain gewannen bei den Olympischen Spielen in Rio de Janeiro die Silbermedaille mit fast drei Sekunden Rückstand auf die Neuseeländer Hamish Bond und Eric Murray. 
In den nächsten Jahren nahm Brittain regelmäßig an den Weltmeisterschaften teil, erreichte aber kein A-Finale. Bei den Olympischen Spielen in Tokio belegte Brittain den zehnten und letzten Platz im Vierer ohne Steuermann.
Lawrence Brittain ist der jüngere Bruder des olympischen Medaillengewinners von 2012 Matthew Brittain.